# Panskîi Mist
Panskîi Mist (în ucraineană Панський Міст) este o comună în raionul Monastîrîșce, regiunea Cerkasî, Ucraina, formată numai din satul de reședință.

## Demografie
Componența lingvistică a comunei Panskîi Mist
     Ucraineană (100%)
Conform recensământului din 2001, toată populația comunei Ceapaievka era vorbitoare de ucraineană (100%).